# فرمان آزادی اعتقاد
فرمان آزادی اعتقاد نامی است که به یک فرمان تاریخی و برجسته که در سال ۱۸۴۰ توسط محمدشاه صادر شد، داده‌اند. مطابق این فرمان، دولت ایران حق مالکیت را برای اتباع مسیحی خود به رسمیت شناخت و عملاً آنان را به لحاظ حقوقی با مسلمانان در یک سطح قرار داد. این فرمان به چهار زبان فارسی، فرانسوی، ارمنی و سریانی پخش شد. متن فرمان با لحن درویش‌مآبانه وقت دولت ایران نوشته شده‌است: شاه اعلام کرد که «چون حکم خداوند یگانه که سطح زمین و ارتفاع آسمان را به حکمت بالغه قرار داده… ترتیب عالم تکوین را به تألیف و امتزاج طبایع مختلف المزاج منوط مربوط داشته و ارتباط و انتظام کار جهان را به ائتلاف و ارتباط جهان مقرر داشته» اعلام می‌شود که مسیحیان در ایران تابع «شرع شریف خود» خواهند بود؛ به بیان دیگر، خود را از مسئولیت در این باب مبری اعلام کرد و خدا را مسئول اختلاف عقاید نوع بشر دانست.
حق مالکیت را در گذشته شاه‌عباس اول به اتباع مسیحی خود داده بود و در دوران صفوی که ایران با دولت‌های مسیحی، به خصوص ایالت‌های پاپی، روابط صمیمانه‌ای داشت، مسیحیان از حقوق برابری با مسلمین برخوردار بودند؛ اما نادرشاه آن را برانداخته بود. بدین ترتیب فرمان محمدشاه در واقع بازگرداندن حق مذکور به مسیحیان بود. چنان‌که خود او نیز با ذکر جمله «قرارهایی که در عهد سلاطین سلف انارالله برهانهم، شاه‌صفی، شاه‌عباس و شاه‌سلطان حسین، مقرر داشتند» به این موضوع اشاره کرده‌است. پس از صدور فرمان، «کلیسای جلفا در دارالسلطنه اصفهان را متعلقات به پادریان و قسیسان (کشیشان)» واگذار شد.
این فرمان برای مسیحیان اروپایی و آمریکایی ساکن ایران سخت خوشایند افتاد؛ چنان‌که در نامه‌های کلورل رهبر هیئت کاتولیک، در خاطرات اوژن بوره، در خاطرات کنت دوسرسی و گزارش‌های دوسارتیژ از آن به عنوان مهم‌ترین اتفاق عصر محمدشاه یاد شده‌است. از جمله پیامدهای این فرمان، بنای مدارس مختلف به شیوه اروپایی توسط پادریان در ایران بود که کودکان مسیحی و همین‌طور مسلمان را در آن‌ها آموزش می‌دادند. اما به هر حال مبلغان اروپایی و آمریکایی در عوض اینکه از فرمان صادر شده جهت بهبود وضعیت هم‌کیشان ایرانی خود استفاده کنند، به رقابت با یکدیگر برخاستند و فرمان آزادی اعتقاد تأثیر مهمی بر وضعیت مسیحیان نگذاشت. یک سال بعد، محمدشاه به سبب اتفاقاتی نظیر «مفسده عظیمی که پس از درآمدن یک کشیش ارمنی به دین کاتولیک برپا شد»، مجبور شد اعلام کند که اگر قلمروی دولت ایران «احدی از کشیشان، چه از طایفه ارامنه و چه از طایفه کاتولیک، یکدیگر را به دین خود دعوت نمایند… مؤاخذه عظیم و سیاست (مجازات) شدیدی خواهند شد.»